# CA River Plate Femenino
CA River Plate Femenino – argentyński klub piłki nożnej kobiet, mający siedzibę w stolicy kraju, mieście Buenos Aires. Jest sekcją piłki nożnej kobiet w klubie CA River Plate.

## Historia
Chronologia nazw:
- 1991: CA River Plate Femenino

Sekcja piłki nożnej kobiet CA River Plate została założona w miejscowości Buenos Aires w 1991 roku. Klub jest jednym z organizatorów rozgrywek piłkarskich dla kobiet w Argentynie. Po założeniu Campeonato de Fútbol Femenino startował w sezonie 1991 na najwyższym poziomie. W debiutowym sezonie wywalczył mistrzostwo kraju. W 2017 zespół debiutował w Copa Libertadores Femenina, gdzie dotarł do rundy finałowej, przegrywając w półfinale 0:2 z Colo-Colo, a potem wygrywając 2:1 mecz o trzecie miejsce z Cerro Porteño.

## Barwy klubowe, strój
|  |  |

Klub ma barwy biało-czerwone. Zawodnicy domowe spotkania zazwyczaj grają w białych koszulkach z czerwonym pasem po przekątnej, czarnych spodenkach oraz białych getrach.

## Sukcesy

### Trofea międzynarodowe
| \| \| Zdobyte trofea w rozgrywkach międzynarodowych (stan na: 31-07-2020) \| |                                                                     |      |          |
| Rozgrywki                                                                    | Osiągnięcie                                                         | Razy | Sezon(y) |
| Copa Libertadores Femenina                                                   | zdobywca                                                            | 0    |          |
| Copa Libertadores Femenina                                                   | finalista                                                           | 0    |          |
| Copa Libertadores Femenina                                                   | 3.miejsce                                                           | 1    | 2017     |
| FIFA                                                                         | Zdobyte trofea w rozgrywkach międzynarodowych (stan na: 31-07-2020) |      |          |

### Trofea krajowe
| \| \| Zdobyte trofea w rozgrywkach Argentyny (stan na: 31-05-2020) \| |                                                              |      | |
| Rozgrywki                                                             | Osiągnięcie                                                  | Razy | Sezon(y)                                                                                               |
| Mistrzostwo                                                           | I miejsce                                                    | 11   | 1991, 1993, 1994, 1995, 1996, 1997, 2002 (A), 2003 (C), 2009 (C), 2010 (C), 2016/17                    |
| Mistrzostwo                                                           | II miejsce                                                   | 12   | 1992, 1998, 1999, 2000, 2001 (A), 2003 (A), 2004 (C), 2007 (A), 2008 (A), 2010 (A), 2011 (C), 2012 (A) |
| Mistrzostwo                                                           | III miejsce                                                  | 8    | 2004 (A), 2006 (C), 2007 (C), 2008 (A), 2011 (A), 2013 (C), 2016, 2018/19                              |
| Puchar                                                                | zdobywca                                                     | 0    | |
| Puchar                                                                | finalista                                                    | 0    | |
| Superpuchar                                                           | zdobywca                                                     | 0    | |
| Superpuchar                                                           | finalista                                                    | 0    | |
| Superpuchar                                                           | ćwierćfinalista                                              | 1    | 2015                                                                                                   |
| II liga                                                               | I miejsce                                                    | 0    | |
| II liga                                                               | II miejsce                                                   | 0    | |
| II liga                                                               | III miejsce                                                  | 0    | |
| Argentyna                                                             | Zdobyte trofea w rozgrywkach Argentyny (stan na: 31-05-2020) |      | |

## Struktura klubu

### Stadion
Klub piłkarski rozgrywa swoje mecze domowe na dodatkowym boisku Cancha auxiliar N.º 1 przy Estadio Monumental Antonio Vespucio Liberti w Buenos Aires o pojemności 500 widzów.

## Kibice i rywalizacja z innymi klubami

### Derby
- CA Boca Juniors Femenino (Superclásico Femenino del Fútbol Argentino)
- CA San Lorenzo de Almagro Femenino
- CA Defensores de Belgrano Femenino
- CA Excursionistas Femenino
- CA Huracán Femenino
- CA Independiente Femenino
- Racing Club de Avellaneda Femenino
- CD UAI Urquiza Femenino